# 学历学位认证失信行为
学历学位认证失信行为，全称“国(境)外学历学位认证失信行为”。是中华人民共和国的国外及境外学历学位认证评估机构所认定的失信行为。
是指提起学历及学位认证的申请人，在学历学位认证申请过程中提供虚假国（境）外学历学位证书或其他虚假材料、不实信息，以骗取学历学位认证的不正当行为。
一旦被认定为失信行为，该申请人会被列入《失信行为公示名单》，并且处至少三年的公示惩罚，公示期间不得重新申请认证。

## 失信人
申请人是指向认证评估机构，申请认证其在中华人民共和国国外或境外所获学历及学位之人。其并不限于中华人民共和国公民。

被认定是存在失信行为的申请人即是失信人，现称为提供虚假材料（信息）行为的申请人。并不仅限于在《失信行为公示名单》的公示期间的被列入者。

## 行为种类
注:本列表所列举的行为种类名称均为公示名单原文。
虚假的学习过程材料
- 学校学习证明假
- 学习经历材料假

虚假的学习结果材料
- 国（境）外学士学位证书假
- 国（境）外学士成绩单假
- 国（境）外硕士学位证书假
- 国（境）外硕士成绩单假
- 国（境）外博士学位证书假
- 国（境）外博士成绩单假
- 国（境）外大专学位证书假
- 学位授予证明假
- 国（境）外文凭证书假

虚假的身份记录材料
- 护照假
- 签证假
- 出入境证明假
- 认证书假

## 相关法规
中华人民共和国当前国外及境外学历学位认证评估机构为教育部留学服务中心。
现根据《国（境）外学历学位认证办法》(2023年1月28日施行)执行学历学位认证的核查与认定。
此前的《国（境）外学历学位认证评估办法》、《关于国（境）外学历学位认证申请材料涉假行为的处理办法（试行）》、《国（境）外学历学位认证失信行为公示办法》已经废止。